# Aspilota budogosskii
Aspilota budogosskii är en stekelart som beskrevs av Sergey A. Belokobylskij 2007. Aspilota budogosskii ingår i släktet Aspilota och familjen bracksteklar. Inga underarter finns listade.